# Patrik Fredholm
Patrik Fredholm (* 10. Mai 1978 in Stockholm) ist ein schwedischer Fußballspieler. Der Stürmer, der 1998 schwedischer Meister wurde, bestritt einen Großteil seiner bisherigen Karriere in Italien und Norwegen.

## Werdegang
Fredholm begann als Fünfjähriger 1983 mit dem Fußballspielen beim AIK. Dort durchlief er alle Jugendmannschaften und kam unter Trainer Erik Hamrén kurz nach seinem 18. Geburtstag am 15. Mai 1996 zu seinem Debüt in der Allsvenskan, als er als Einwechselspieler bei der 2:3-Heimniederlage gegen Östers IF zum Einsatz kam und in der Schlussminute mit dem Tor zum Endstand seinen ersten Erstligatreffer erzielte. In der Folgezeit etablierte sich der Nachwuchsspieler als Ergänzungsspieler in der Erstligamannschaft und kam hauptsächlich als Joker zum Einsatz. Auch unter Hamréns Nachfolger Stuart Baxter saß er anfangs zumeist nur auf der Bank, konnte sich aber im Laufe der Meisterschaftssaison 1998 in die Anfangsformation spielen. Da ihm jedoch längere Zeit ein Torerfolg verwehrt blieb, fand er sich gegen Ende der Spielzeit erneut in der Rolle des Einwechselspielers wieder.
Nach Abschluss der Spielzeit 1998 verließ Fredholm nach 46 Erstligaspielen und sieben Toren seinen Heimatverein und wechselte für vier Millionen schwedische Kronen zu Udinese Calcio in die Serie A, wo er aufgrund seiner italienischen Mutter keine Sprachprobleme hatte. Nach einer Rückenverletzung verpasste er den Anschluss und wurde 1999 an De Graafschap Doetinchem ausgeliehen. Nach seiner Rückkehr zu Udine wurde er direkt an den ehemaligen italienischen Zweitligisten ASD Castel di Sangro in die Serie C weiterverliehen. 
Da Fredholm keine Zukunft bei Udinese Calcio sah, kehrte er zur Spielzeit 2001 nach Schweden zurück und unterschrieb einen Vertrag beim Traditionsverein Örgryte IS. Für den Erstligisten bestritt er in drei Jahren 45 Spiele und konnte dabei acht Tore erzielen. 2004 wechselte er nach Norwegen zum Zweitligisten Kviv Halden, der ihn als Stütze für den Aufstieg in die Tippeligaen verpflichtete. Nach einer Spielzeit zog er zum Erstligisten FK Haugesund weiter, wo er zwei Spielzeiten auflief. Im Winter 2006 kehrte er nach Italien zurück und ging zum Serie-D-Klub ASD Rivignano nach Udine.